# Kafr Abd
Kafr Abd (arab. كفر عبد) – miejscowość w Syrii, w muhafazie Hims. W 2004 roku liczyła 2259 mieszkańców.